# Lacina Traoré
Lacina Traoré (n. 20 august 1990, Abidjan, Coasta de Fildeș) este un fotbalist ivorian liber de contract, care joacă pe post de atacant. Pe plan internațional, are prezențe la națională pentru Coasta de Fildeș și Coasta de Fildeș U23⁠(d). Având înălțimea de 199 cm, este unul dintre cei mai înalți fotbaliști din lume.

## Carieră

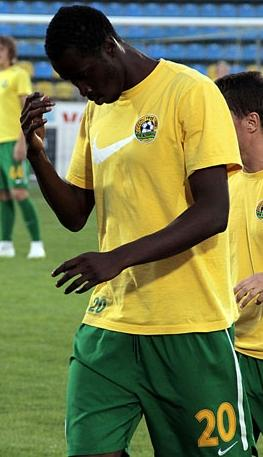
Traoré jucând pentru Kuban Krasnodar.

### CFR Cluj
Traoré și-a făcut debutul european la CFR Cluj în 2008. A marcat primul său gol în Cupa UEFA, în 2009 într-un meci împotriva echipei FC Copenhaga. El a mai marcat un gol în înfrângerea 2-3 cu Sparta Praga.
Sezonul următor, a marcat primul gol din campionat cu Astra Giurgiu pe 13 august 2010. El a marcat primul său hat-trick din carieră pe 15 noiembrie 2010, într-o victorie 3-0 cu Gloria Bistrița. În sezonul 2010-2011 al Ligii Campionilor, Traoré a marcat un gol în victoria 2-1 cu FC Basel, și încă un gol în meciul 1-1 cu AS Roma.

### Kuban Krasnodar
În februarie 2011, Traoré s-a transferat în Prima Ligă Rusă la Kuban Krasnodar pentru suma de șase milioane de euro. El a debutat pe 13 martie 2011, într-o înfrângere 0-2 cu Rubin Kazan. La data de 2 aprilie, a marcat primul său gol la formația rusă, într-un meci câștigat cu scorul de 3-1 cu Spartak Moscova.

### Anji Mahacikala
Pe 29 iunie 2012, Anji Mahacikala a anunțat că a semnat cu Lacina Traoré pentru o sumă estimată la 18 milioane de euro. El a marcat primul său gol pe 22 iulie, într-un meci cu fostul său club Kuban Krasnodar. În sezonul 2012-2013 al UEFA Europa League, Traoré a marcat două goluri în dubla cu AZ Alkmaar, echipa calificându-se în grupe.

### AS Monaco
Pe 24 ianuarie 2014,Traoré a semnat un contract cu AS Monaco. Pe 24 ianuarie 2014, a fost împrumutat la Everton FC până la finalul sezonului 2013-2014, după care a mai urmat o serie de împrumuturi pe la ȚSKA Moscova, Sporting Gijón și Amiens FC. Traoré și-a încheiat contractul cu Monaco în 2018.

### Újpest FC
În februarie 2019 el s-a transferat la clubul maghiar Újpest FC.

### CFR Cluj
După 8 ani, pe 15 august 2019, el a revenit la CFR Cluj.

## Palmares

### CFR Cluj
- Liga I
  - Câștigător: 2009-2010
- Cupa României
  - Câștigător: 2008-2009[9]
- Supercupa României
  - Câștigător: 2009[10]